# Pay as You Enter
Pour plus de détails, voir Fiche technique et Distribution.
Pay as You Enter est un film américain réalisé par Lloyd Bacon et sorti en 1928.

## Synopsis
Mary Smith (Louise Fazenda), serveuse dans une voiture-restaurant, aime 'Terrible Bill’ (William Demarest) le conducteur, qui courtise Yvonne (Myrna Loy), une chercheuse d'or notoire. Clyde Jones (Clyde Cook), le machiniste, aime Mary, mais est trop timide pour l'aborder. Bill commence à s'intéresser à Marie quand elle reçoit 1 000 $ en dommages d'un accident d'automobile.

## Fiche technique
- Titre original : Pay as You Enter
- Réalisation : Lloyd Bacon
- Scénario : Joseph Jackson, Fred Stanley, Darryl F. Zanuck
- Photographie : Norbert Brodine
- Société de production : Warner Bros.
- Société de distribution : Warner Bros.
- Pays de production :  États-Unis
- Langue originale : anglais
- Format : noir et blanc — 35 mm — 1.33:1 — muet — son monophonique — Vitaphone
- Genre : Comédie
- Durée : 55 minutes
- Date de sortie :
  - États-Unis : 12 mai 1928

## Distribution
- Louise Fazenda : Mary Smith
- Clyde Cook : Clyde Jones
- William Demarest : 'Terrible Bill' McGovern
- Myrna Loy : Yvonne De Russo